# Стадион Ђулешти-Валентин Стенеску (1939)
Стадион Ђулешти-Валентин Стенеску (1939) (рум. Stadionul Giulești-Valentin Stănescu (1939)) је био фудбалски стадион у Букурешту, Румунија. Био је то домаћи стадион ФК Рапид Букурешт скоро 80 година.
Име је добио по Валентину Стенескуу, тренеру који је помогао Рапиду да освоји своју прву титулу, али је најчешће био познат као „Стадион Ђулешти“, по имену кварта у којем се налазио. Знаменитости у близини стадиона су Подул Грант, позориште Ђулешти и пијаца Прунару. Гара де Норд није далеко од стадиона, а железничка станица Гривица је одмах поред.
Стадион је у потпуности срушен 2019. године и замењен је Рапид ареном, новим стадионом са свим седиштима који је отворен 2022. године.

## Историја
Изградња стадиона је почела 1936, а стадион је свечано отворен 10. јуна 1939. У то време, то је био најмодернији стадион у Румунији, мања реплика Арсеналовог Стадион Хајбери, са капацитета 12.160 места. Међу гостима на церемонији отварања били су краљ Карол II Румунски, принц Михај Румунски и принц Павле Грчки. Био је познат по својој архитектури у стилу Арт Деко и брзо је постао симбол радничке четврти Ђулешти. Избегао је покушаје систематизације од 1975. до 1990. године.
Замена северне трибине завршена је средином 1990-их, чиме је капацитет повећан на 19.100 места. Стадион је поново реновиран 2003. године.
Од лета 2004. године, стадион је био под управом Рапида из Букурешта. Његов капацитет је ограничен на 11.704 седишта због забринутости за безбедност делова стадиона. Дана 24. новембра 2018. стадион је затворен због планираног рушења, а планирано је да се на његовом месту изгради нови терен. Последњи меч одигран на стадиону Ђулешти је одигран између ФК Рапид Букурешт и Инаинте Моделу, који је Рапид победио са 1-0.
Процес рушења је почео 10. јануара 2019. Завршено је 7. маја 2019. године.